# Campionato europeo di arrampicata 2006
Il Campionato europeo di arrampicata 2006 si è tenuto dal 29 giugno al 3 luglio 2006 a Ekaterinburg, Russia.
La prova di boulder è stata annullata per problemi di sicurezza e recuperata l'anno successivo a Birmingham.

## Specialità lead

### Uomini
| Pos. | Atleta               | Paese       |
| ---- | -------------------- | ----------- |
|      | David Lama           | Austria     |
|      | Cédric Lachat        | Svizzera    |
|      | Dmitry Sharafutdinov | Russia      |
| 4    | Serguei Terentiev    | Russia      |
| 5    | Klemen Becan         | Slovenia    |
| 6    | Daniel Winkler       | Svizzera    |
| 7    | Valeriy Kryukov      | Ucraina     |
| 8    | Sergei Shaferov      | Bielorussia |
| 9    | Alexandre Chabot     | Francia     |
| 10   | Tomás Mrázek         | Rep. Ceca   |
| 10   | Jorg Verhoeven       | Paesi Bassi |

### Donne
| Pos. | Atleta              | Paese    |
| ---- | ------------------- | -------- |
|      | Charlotte Durif     | Francia  |
|      | Sandrine Levet      | Francia  |
|      | Maja Vidmar         | Slovenia |
| 4    | Olga Shalagina      | Ucraina  |
| 5    | Angela Eiter        | Austria  |
| 6    | Barbara Bacher      | Austria  |
| 7    | Caroline Ciavaldini | Francia  |
| 8    | Natalija Gros       | Slovenia |
| 9    | Martina Cufar       | Slovenia |
| 10   | Evgenia Malamid     | Russia   |
| 10   | Mina Markovic       | Slovenia |

## Specialità speed

### Uomini
| Pos. | Atleta                 | Paese   |
| ---- | ---------------------- | ------- |
|      | Evgenii Vaitcekhovskii | Russia  |
|      | Sergey Sinitsyn        | Russia  |
|      | Alexander Peshekhonov  | Russia  |
| 4    | Valeriy Vorobyev       | Russia  |
| 5    | Alexander Kosterin     | Russia  |
| 6    | Maksym Styenkovyy      | Ucraina |
| 7    | Olexiy Shulga          | Ucraina |
| 8    | Dmitry Sharafutdinov   | Russia  |
| 9    | Tomasz Oleksy          | Polonia |
| 10   | Sergiy Kryvonos        | Ucraina |

### Donne
| Pos. | Atleta             | Paese   |
| ---- | ------------------ | ------- |
|      | Anna Stenkovaya    | Russia  |
|      | Kseniia Alekseeva  | Russia  |
|      | Valentina Yurina   | Russia  |
| 4    | Svitlana Tuzhylina | Ucraina |
| 5    | Tatiana Ruyga      | Russia  |
| 6    | Olga Evstigneeva   | Russia  |
| 7    | Olena Ryepko       | Ucraina |
| 8    | Ganna Savchenko    | Ucraina |
| 9    | Olga Bezhko        | Ucraina |
| 10   | Edyta Ropek        | Polonia |